# ألفرد روبنسون (مؤرخ)
ألفرد روبنسون (بالإنجليزية: Alfred Robinson)‏ هو مؤرخ أمريكي، ولد في 1806، وتوفي في 1895.